# Kojot Vilda a Pták Uličník

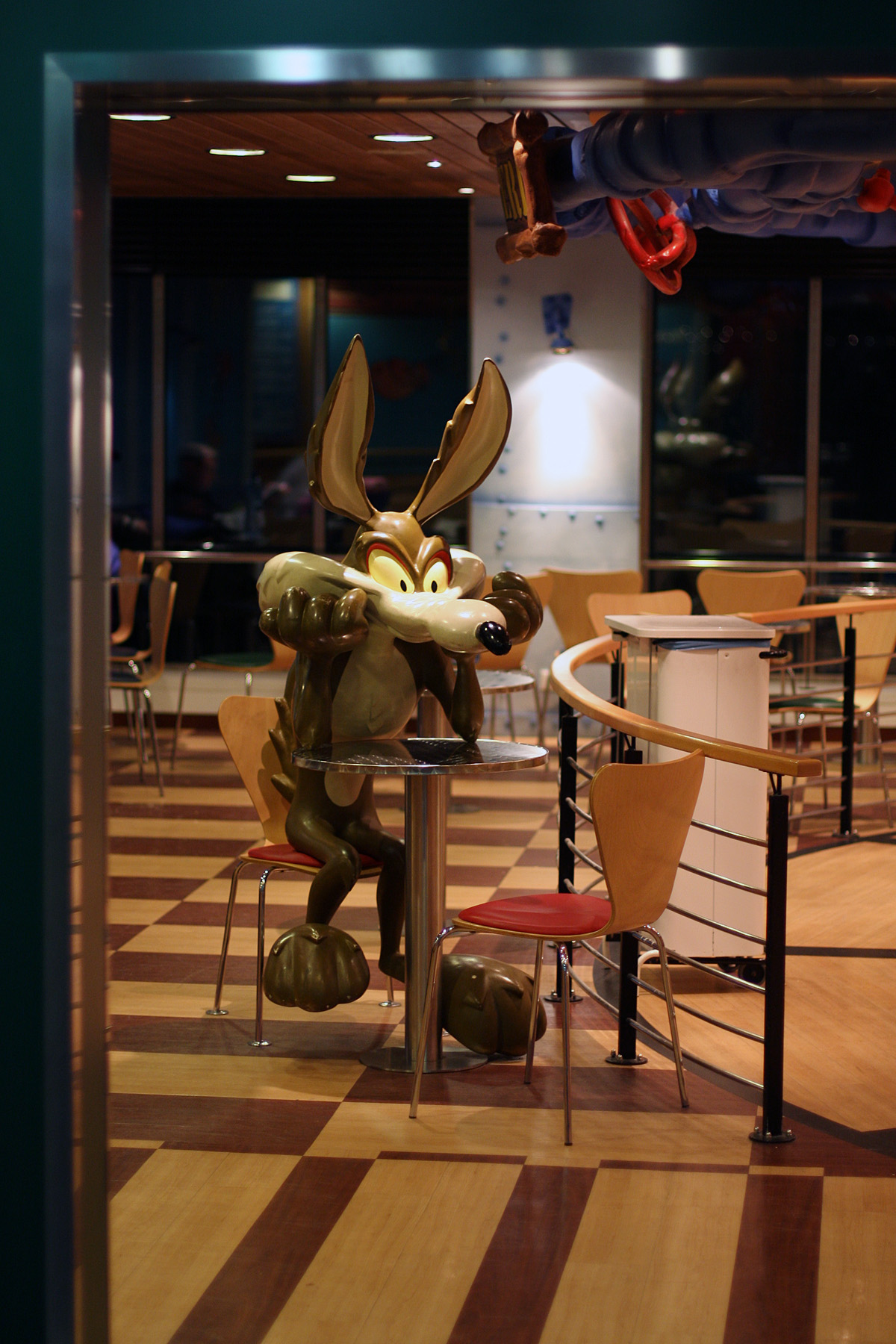
Kojot Vilda

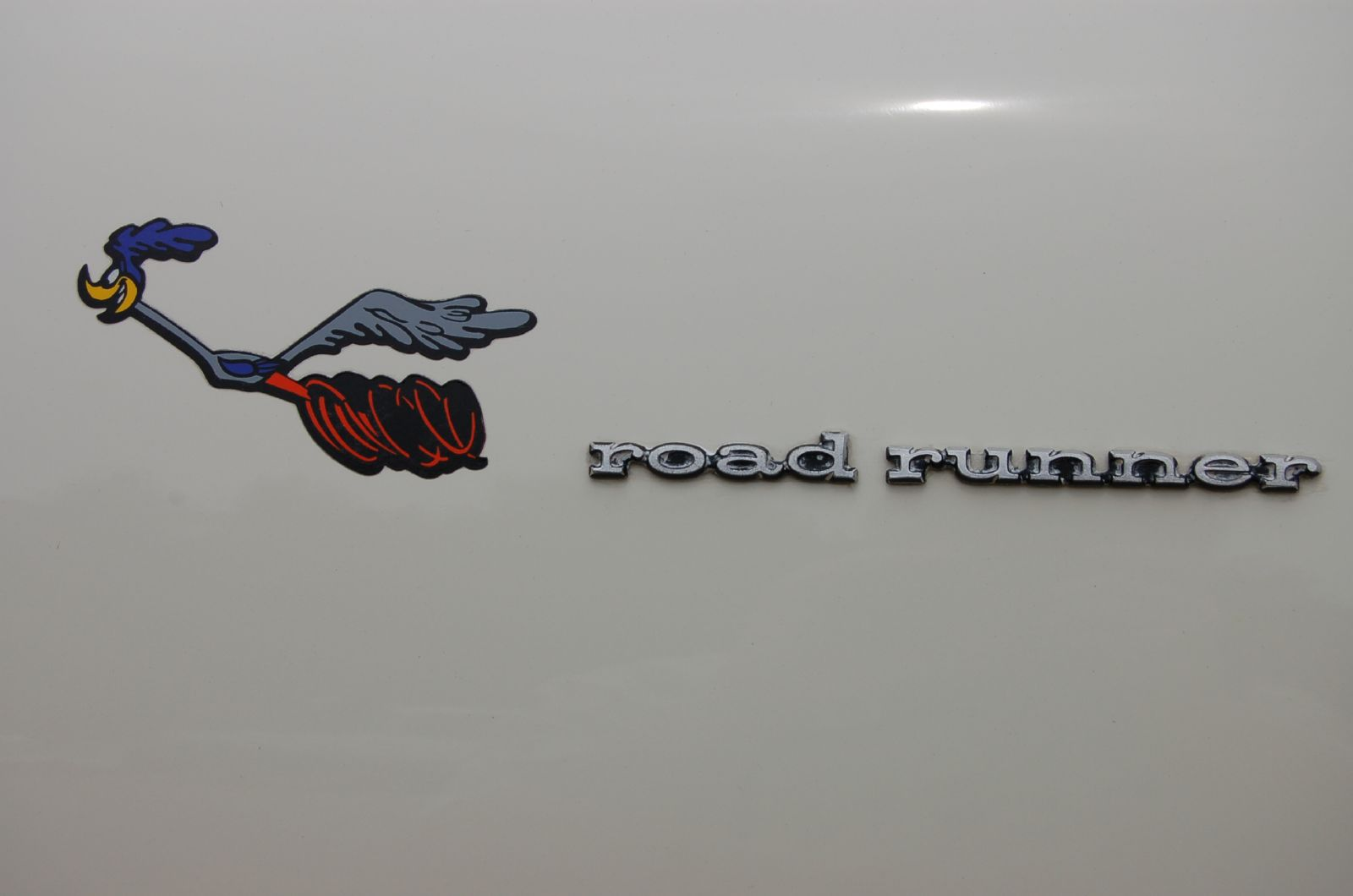
Pták Uličník (Road Runner)

Kojot Vilda a Pták Uličník nebo též Kohoutek Uličník a Vilda E. Kojot (anglicky Wile E. Coyote and the Road Runner) je dvojice kreslených postaviček autorského dua Chuck Jones a Michael Maltese z amerických sérií krátkometrážních animovaných komedií Looney Tunes a Merrie Melodies. Poprvé se objevila v roce 1949 v dílu nazvaném Fast and Furry-ous. Vilda je kojot prérijní a Pták Uličník je kukačka kohoutí (anglicky nazývaná Road Runner, neboť dokáže běžet rychlostí až 42 km/h).
Do roku 2020 vzniklo celkem 50 dílů o délce cca 6–7 minut, jeden půlhodinový speciál Adventures of the Road Runner (1962) a jeden 91minutový film Looney Tunes: Back in Action (2003).

## Popis
Tvůrci vyjádřili groteskní formou vztah predátor – kořist. Lstivý a neustále hladový Vilda se snaží různými až absurdními způsoby polapit Ptáka Uličníka, což se mu podaří pouze velmi ojediněle (a nikdy nedojde k tomu, že by ho snědl). V drtivé většině případů selže a často následuje pád ze skalního útesu, přejetí nákladním automobilem či vlakem, zranění vlivem exploze nastraženého výbušného zařízení atp. Často má Uličníka na dosah ruky, ale ten potom zrychlí takovým způsobem, že za ním zůstane jen mračno prachu a je v trapu. Vilda musí zapojit důvtip a použít všelijaké vychytávky vesměs od fiktivní firmy Acme Corporation. Ty se obvykle obrátí proti němu (např. katapultovaný balvan dopadne vždy na něj), což drzý Uličník mnohokrát pozoruje z blízké vzdálenosti. Potom vydá charakteristický zvuk "mig mig" a je pryč. Spousta zařízení, které mají posloužit Vildovi v lovu, má raketový pohon.

## Seznam dílů
1. Fast and Furry-ous
2. Beep, Beep
3. Going! Going! Gosh!
4. Zipping Along
5. Stop! Look! And Hasten!
6. Ready, Set, Zoom!
7. Guided Muscle
8. Gee Whiz-z-z-z-z-z-z
9. There They Go-Go-Go!
10. Scrambled Aches
11. Zoom and Bored
12. Whoa, Be-Gone!
13. Hook, Line and Stinker
14. Hip Hip-Hurry!
15. Hot-Rod and Reel!
16. Wild About Hurry
17. Fastest with the Mostest
18. Hopalong Casualty
19. Zip 'N Snort
20. Lickety-Splat
21. Beep Prepared
22. Zoom at the Top
23. To Beep or Not to Beep
24. War and Pieces
25. Zip Zip Hooray!
26. Road Runner a Go-Go
27. The Wild Chase
28. Rushing Roulette
29. Run, Run, Sweet Road Runner
30. Tired and Feathered
31. Boulder Wham!
32. Just Plane Beep
33. Hairied and Hurried
34. Highway Runnery
35. Chaser on the Rocks
36. Shot and Bothered
37. Out and Out Rout
38. The Solid Tin Coyote
39. Clippety Clobbered
40. Sugar and Spies
41. Freeze Frame
42. Soup or Sonic
43. Chariots of Fur
44. Little Go Beep
45. The Whizzard of Ow
46. Coyote Falls
47. Fur of Flying
48. Rabid Rider
49. Flash in the Pain
50. Cactus If You Can